# Ферв'ю-Біч (Вірджинія)
Ферв'ю-Біч (англ. Fairview Beach) — переписна місцевість (CDP) в США, в окрузі Кінг-Джордж штату Вірджинія. Населення — 376 осіб (2020).

## Географія
Ферв'ю-Біч розташований за координатами 38°19′41″ пн. ш. 77°14′32″ зх. д. / 38.32806° пн. ш. 77.24222° зх. д. (38.328177, -77.242351).  За даними Бюро перепису населення США в 2010 році переписна місцевість мала площу 0,75 км², уся площа — суходіл.

## Демографія
Згідно з переписом 2010 року, у переписній місцевості мешкала 391 особа в 178 домогосподарствах у складі 100 родин. Густота населення становила 523 особи/км².  Було 312 помешкання (417/км²).
Расовий склад населення:
| - 94,6 % — білих - 2,8 % — чорних або афроамериканців - 0,5 % — азіатів - 0,3 % — корінних американців |

До двох чи більше рас належало 1,3 %. Частка іспаномовних становила 1,0 % від усіх жителів.
За віковим діапазоном населення розподілялося таким чином: 14,8 % — особи молодші 18 років, 64,7 % — особи у віці 18—64 років, 20,5 % — особи у віці 65 років та старші. Медіана віку мешканця становила 47,4 року. На 100 осіб жіночої статі у переписній місцевості припадало 102,6 чоловіків;  на 100 жінок у віці від 18 років та старших — 105,6 чоловіків також старших 18 років.
Середній дохід на одне домашнє господарство  становив 108 699 доларів США (медіана — 135 525), а середній дохід на одну сім'ю — 146 836 доларів (медіана — 183 958). За межею бідності перебувало 16,9 % осіб, у тому числі 0,0 % дітей у віці до 18 років та 0,0 % осіб у віці 65 років та старших.
Цивільне працевлаштоване населення становило 311 осіб. Основні галузі зайнятості: будівництво — 40,2 %, публічна адміністрація — 34,1 %, роздрібна торгівля — 16,1 %, мистецтво, розваги та відпочинок — 5,1 %.